# Bù Gia Mập
Bù Gia Mập là một huyện thuộc tỉnh Bình Phước, Việt Nam.
Huyện được thành lập theo Nghị quyết số 35-NQ/CP của Chính phủ và chính thức đi vào hoạt động từ ngày 1 tháng 11 năm 2009. Huyện Bù Gia Mập nằm trong vùng chuyển tiếp giữa miền núi cao nguyên và vùng đồng bằng, có vị trí chiếm lược vô cùng quan trọng cả về kinh tế, chính trị và an ninh quốc phòng.

## Địa lý
Huyện Bù Gia Mập nằm ở phía đông bắc tỉnh của Bình Phước, nằm cách thành phố Đồng Xoài khoảng 65 km, cách trung tâm Thành phố Hồ Chí Minh khoảng 177 km, có vị trí địa lý:
- Phía đông giáp huyện Bù Đăng và huyện Tuy Đức, tỉnh Đắk Nông
- Phía tây giáp huyện Lộc Ninh và huyện Bù Đốp
- Phía nam giáp thị xã Phước Long và huyện Phú Riềng
- Phía bắc giáp Vương quốc Campuchia với đường biên giới dài khoảng 60 km.

### Điều kiện tự nhiên
Huyện Bù Gia Mập nằm trong vùng mang đặc trưng khí hậu nhiệt đới cận xích đạo gió mùa với 2 mùa rõ rệt là mùa mưa và mùa khô. Nhiệt độ bình quân trong năm cao đều và ổn định từ 25,8 - 26,2 °C.
Đất ở huyện Bù Gia Mập rất màu mỡ, có khả năng thích nghi đối với nhiều loại cây trồng đặc biệt là các loại cây công nghiệp như: cao su, cà phê, điều và tiêu là vựa cao su, cây điều lớn nhất của tỉnh Bình Phước.

## Hành chính
Huyện Bù Gia Mập có 8 đơn vị hành chính cấp xã trực thuộc gồm 8 xã: Bình Thắng, Bù Gia Mập, Đa Kia, Đak Ơ, Đức Hạnh, Phú Nghĩa (huyện lỵ), Phú Văn, Phước Minh.

## Lịch sử
Trước năm 2009, địa bàn huyện Bù Gia Mập ngày nay là một phần huyện Phước Long cũ.
Ngày 11 tháng 8 năm 2009, Chính phủ ban hành Nghị quyết số 35/NQ-CP. Theo đó, chia huyện Phước Long thành 2 đơn vị hành chính: thị xã Phước Long và huyện Bù Gia Mập.
Từ đó đến cuối năm 2014, huyện Bù Gia Mập có 18 đơn vị hành chính trực thuộc, gồm 18 xã: Bình Thắng, Bù Gia Mập, Đa Kia, Đắk Ơ, Đức Hạnh, Phú Nghĩa (huyện lỵ), Phú Văn, Phước Minh, Phú Riềng, Phú Trung, Bù Nho, Long Tân, Long Bình, Long Hà, Long Hưng, Phước Tân, Bình Tân và Bình Sơn.
Ngày 15 tháng 5 năm 2015, Ủy ban Thường vụ Quốc hội ban hành Nghị quyết số 931/NQ-UBTVQH13. Theo đó, tách 10 xã Phú Riềng, Phú Trung, Bù Nho, Long Tân, Long Bình, Long Hà, Long Hưng, Phước Tân, Bình Tân và Bình Sơn để thành lập huyện Phú Riềng.
Sau khi điều chỉnh địa giới hành chính, huyện Bù Gia Mập còn lại 106.116 ha diện tích tự nhiên và 72.907 người với 8 đơn vị hành chính trực thuộc, gồm 8 xã như hiện nay.

## Văn hóa - Du lịch
Bù Gia Mập có nhiều thành phần dân tộc khác nhau sinh sống với 20 dân tộc anh em. Dân tộc ít người chiếm khoảng 21,6%, đa số là Xtiêng, một số ít người Hoa, Khmer, Nùng, Tày,... vì thế Bù Gia Mập có nhiều nét văn hóa của người Xtiêng. Riêng đối với người Xtiêng, họ vốn là dân tộc bản địa trên địa bàn huyện, có nét văn hóa riêng và còn giữ được nhiều nét văn hóa truyền thống.
Trên địa bàn huyện có khoảng 48 cơ sở tôn giáo, có ba tôn giáo chính là Công giáo (chiếm hơn 13% dân số), Phật giáo (chiếm khoảng 11% dân số), Tin Lành (chiếm khoảng gần 10% dân số). Ngoài ra còn một số ít người theo các tôn giáo khác như Cao Đài, Hòa Hảo, Đạo Hồi,…
Ở địa bàn huyện, còn có Vườn quốc gia Bù Gia Mập là nơi bảo tồn các loài sinh vật, rừng quý hiếm tại khu vực tỉnh Bình Phước nói riêng và Nam Bộ nói chung.